# Szpital Miejski w Jarosławiu
 Szpital miejski w Jarosławiu im. Hilarego Schramy (dawny szpital powszechny im. Franciszka Józefa I).
Inicjatywa założenia powstała 24 lutego 1848 roku na posiedzeniu Rady Miejskiej, która jednomyślne podjęła uchwałę w tej sprawie. Oddany przez Gminę Miasta Jarosławia do użytku publicznego w 1902 roku, stał się publiczny i powszechny, liczył 80 łóżek bez urządzeń. W latach 1911–1914 szpital liczył już 128 łóżek. W latach 1918–1939 zakupiono na rzecz szpitalu nowoczesne urządzenia do leczenia, dzięki czemu jednostka ta stała się jedną z najlepiej wyposażonych i największych na tym terenie. Na te lata datuje się również początek działalności pracowni rentgenowskiej. Po wyzwoleniu organem zarządzającym był Komitet Szpitalny, a w maju 1946 roku Powiatowy Związek Samorządowy przejął na własność szpital powszechny nadając mu rangę Szpitala Powiatowego. W związku z reformą administracyjną kraju oraz zmianami w resorcie zdrowia w 1972 roku połączono wszystkie jednostki służby zdrowia na terenie powiatu jarosławskiego w jeden Zespół Opieki Zdrowotnej (ZOZ).

## Dyrektorzy szpitala
- Tadeusz Fechter (1903–1923)[2]
- Jan Zasowski (1923–1944)
- Jacek Dąbrowski (1944–1946)
- Zbigniew Rymkiewicz (1946–1961)
- Genowefa Czyrek (1961–1991)
- Janusz Szkodny (1991–2010)
- Krzysztof Bałata (2010–2013)
- Janina Dańczak- Balicka (2013)
- Tadeusz Pardykuła (2013–2014)
- Andrzej Wysocki (2014)
- Sławomir Porada (2014–2015)
- Małgorzata Dankiewicz (2015 - 2016)
- Stanisław Krasny (2016 - 2020)
- Piotr Pochopień ( 2020 - )